# Johanna Wokalek
Johanna Wokalek (ur. 3 marca 1975 we Fryburgu Bryzgowijskim) – niemiecka aktorka filmowa i teatralna pochodzenia rumuńskiego.

## Życiorys
Jest córką profesora dermatologii. Uczęszczała do gimnazjum we Fryburgu. W 1996 będąc na studiach zadebiutowała na scenie, potem zagrała w wielu filmach. Wystąpiła w tytułowej roli w filmie Papieżyca Joanna (2009) Sönke Wortmanna. Otrzymała Nagrodę Bambi za rolę Gudrun Ensslin w filmie Baader-Meinhof (2008) Uli Edela.